# Ligne 7 (CFL)
Pour les articles homonymes, voir Ligne 7.
La ligne 7 Luxembourg - Pétange est une ligne de chemin de fer de 20,40 km reliant Luxembourg à Pétange.
Exploitée par la société anonyme luxembourgeoise des chemins de fer et minières Prince-Henri (PH) en 1900 puis par la Deutsche Reichsbahn après 1940, elle est exploitée depuis 1946 par la société nationale des chemins de fer luxembourgeois.
Elle est prolongée vers les villes françaises de Longwy et Longuyon et la ville belge d'Athus via la ligne 6j qui se prolonge par la ligne 167 d'Arlon à Athus-frontière (ancienne ligne 171) du côté belge, tandis qu'elle est prolongée par les lignes 6g et 6h qui se raccordent respectivement sur la ligne 165 dite Athus-Meuse (raccordement 165/1 d'Y Athus à Aubange-frontière vers Rodange-frontière) du côté belge et par la ligne de Longuyon à Mont-Saint-Martin (vers Luxembourg) du côté français.

## Histoire
Le 8 août 1900, la société anonyme luxembourgeoise des chemins de fer et minières Prince-Henri (PH) ouvre à l'exploitation la ligne, initialement à voie unique.
En 1934, les travaux de terrassement en vue de la création de la 2e voie sont effectués et la ligne est électrifiée le 27 mai 1981.
Le 19 novembre 1984, un long embranchement particulier, de 4,020 km est mis en service pour desservir les entrepôts militaires de la Warehouses Service Agency (lb) ; l'embranchement débute au nord de la gare de Bascharage - Sanem.
La mise à deux voies s'effectue finalement au début des années 2000.

## Caractéristiques

### Tracé
Longue de 20,40 kilomètres, la ligne relie la capitale à l'ouest du grand-duché. D'orientation est-ouest, elle est électrifiée en 25 kV – 50 Hz et est à deux voies banalisées et à écartement normal (1 435 mm).
Le tracé de la ligne, qui dessert l'ouest du Luxembourg, ne présente pas de difficultés particulières avec une pente maximale de 14 ‰. Cela se traduit notamment par l'absence de tunnels.

### Infrastructures

#### Signalisation
La ligne est équipée de la signalisation ferroviaire luxembourgeoise et du Système européen de contrôle des trains de niveau 1 (ETCS L1), ce dernier cohabite jusqu'au 31 décembre 2019 avec le Memor II+.

#### Gares
Outre la gare d'origine, de Luxembourg, la ligne comporte six gares ou haltes voyageurs : Hollerich, Leudelange, Dippach - Reckange, Schouweiler, Bascharage - Sanem et Pétange. Deux de ces gares ont également des installations de « terminal fret » et de « gare de formation » : Luxembourg et Pétange.

#### Vitesses limites
La vitesse limite varie de 60 à 140 km/h. Dans le détail, elle est de 60 km/h de la gare de Luxembourg jusqu'à la gare de Hollerich puis elle est de 140 km/h jusqu'à la gare de Pétange.

## Trafic
La ligne est desservie par trois lignes commerciales des CFL :
- la ligne Luxembourg - Esch-sur-Alzette - Rodange ;
- la ligne Luxembourg - Bascharage - Sanem - Rodange - Athus (Belgique) ou Longwy (France) ;
- la ligne Rodange - Esch-sur-Alzette - Luxembourg - Troisvierges.

La desserte s'effectue dans la pratique par des trains Regional-Express et Regionalbunn.
Des trains de marchandises empruntent la ligne.

## Projet
Un raccordement les lignes 6f (au niveau de Bascharage - Sanem) et 7 est prévu dans le cadre du Plan national de mobilité 2035 afin de raccourcir le temps de trajet entre Luxembourg et Differdange de 15 à 20 minutes, et de permettre d'effectuer le trajet sans passer par Esch-sur-Alzette ou faire le détour par Pétange,.